# Smaragdtangara
A smaragdtangara (Tangara florida)  a madarak osztályának verébalakúak (Passeriformes) rendjébe és a tangarafélék (Thraupidae) családjába tartozó  faj.

## Rendszerezése
A fajt Philip Lutley Sclater és Osbert Salvin írták le 1869-ben, a Calliste nembe Calliste florida néven.

## Alfajai
- Tangara florida auriceps Chapman, 1914
- Tangara florida florida (P. L. Sclater & Salvin, 1869)[2]

## Előfordulása
Costa Rica, Panama, Kolumbia és Ecuador területén honos. Természetes élőhelyei a szubtrópusi és trópusi síkvidéki és hegyi esőerdők. Állandó, nem vonuló faj.

## Megjelenése
Testhossza 12 centiméter.
|  |

## Életmódja
Gyümölcsökkel és rovarokkal táplálkozik.

## Természetvédelmi helyzete
Az elterjedési területe nagy, egyedszáma viszont csökken, de még nem éri el a kritikus szintet. A Természetvédelmi Világszövetség Vörös listáján nem fenyegetett fajként szerepel.